# Johann Georg Rollwag

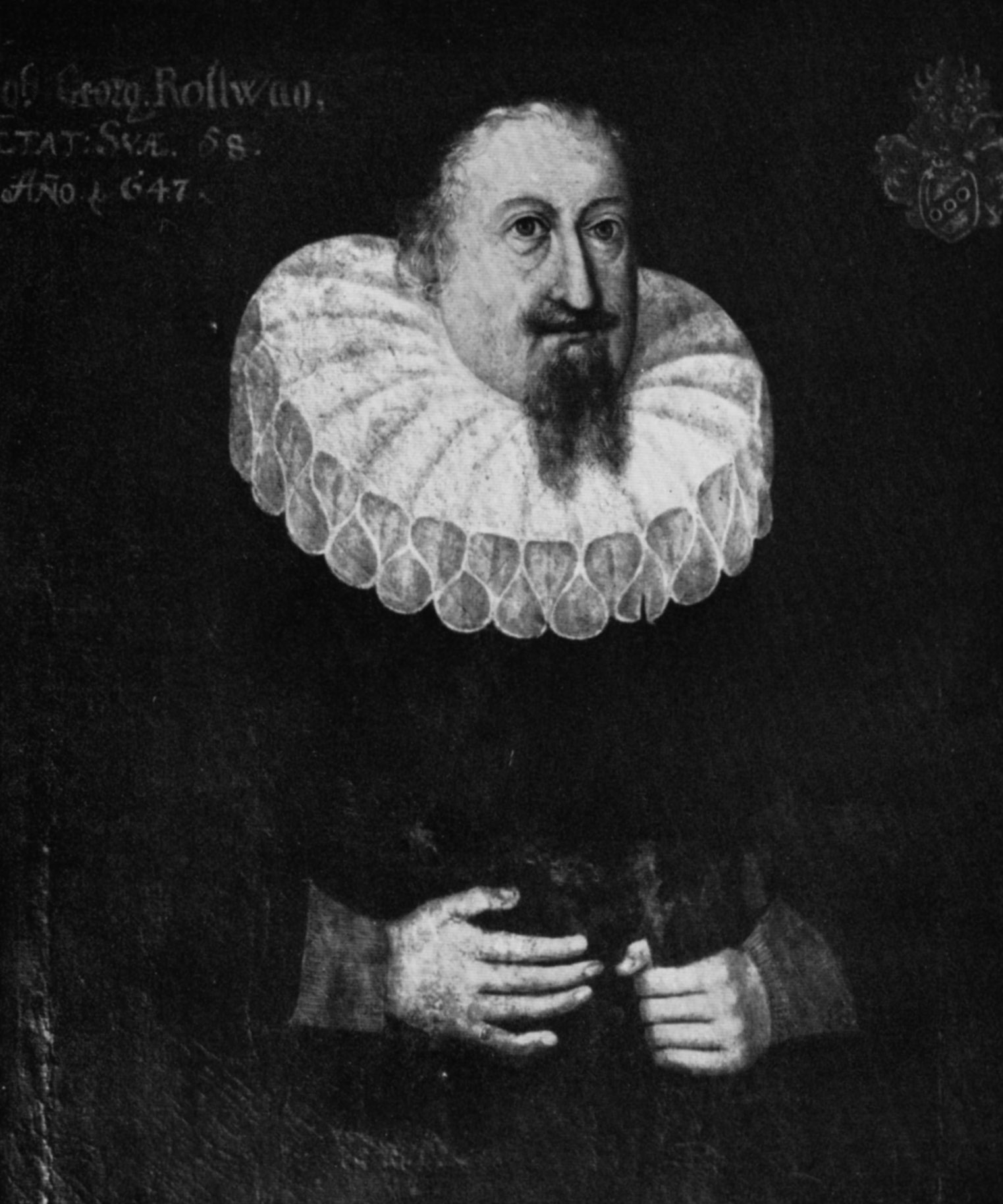
Johann Georg Rollwag

Johann Georg Rollwag(en)  (* 31. März 1579 in Heilbronn; † 7. November 1647 ebenda) war von 1622 bis 1647 Bürgermeister von Heilbronn.

## Leben
Er war der Sohn des Pfarrverwalters Christoph Rollwag, der 1571 das Wappen mit einem von drei silbernen Ringen belegten Schrägbalken in goldenem Schild verliehen bekam.
Johann Georg Rollwag gehörte 1610 dem kleinen, inneren Rat („von den burgern“) an, war 1617 Steuerherr und ab 1622 Bürgermeister. Als 1622 Friedrich V. in der Schlacht bei Mingolsheim Tilly besiegt hatte, benötigte er Brot für seine Truppen. 10.000 Laib Brot sollte Heilbronn schicken, wozu aber die Stadt nicht in der Lage war. Um zu vermitteln, sandte der Rat die Bürgermeister Rollwag und Conrad Spölin. Heilbronn musste danach nur noch zum Teil dem Wunsch des Feldherrn  nachkommen. Rollwag ist es zu verdanken, dass Heilbronn den Dreißigjährigen Krieg relativ gut überstanden hat, weil er viel diplomatisches Geschick im Umgang mit den Belagerern der Reichsstadt bewies. 
Er war in erster Ehe mit Katharina Wolff verheiratet und hatte mit ihr eine Tochter: Anna Magdalena. Diese heiratete später Johann Heinrich Calw, den Bruder des Bürgermeisters Sebastian Calw. In zweiter Ehe heiratete Rollwag Euphr.  Beyhl. Diese heiratete nach dem Tod Rollwags den Bürgermeister Ludwig Trapp von Trappensee.
Nach Johann Georg Rollwag ist bis heute in Heilbronn die Rollwagstraße benannt.